# جيمي جيمس
جيمي جيمس (بالإنجليزية: Jamie James)‏ هو كاتب أغاني أمريكي، ولد في 4 أغسطس 1953.

## روابط خارجية
- جيمي جيمس على موقع IMDb (الإنجليزية)
- جيمي جيمس على موقع قاعدة بيانات الفيلم (الإنجليزية)